# Nico Terol
Nicolás Terol Peidro (Alcoy, Alicante, 27 de septiembre de 1988), más conocido como Nico Terol, es un expiloto de motociclismo español. Fue campeón del Campeonato del Mundo de Motociclismo de 125cc, título que consiguió en 2011 antes del paso a Moto2, donde obtuvo 3 victorias y 5 podios en tres temporadas. También corrió en el Campeonato Mundial de Superbikes y en el Campeonato Mundial de Supersport. Es director deportivo del equipo de motociclismo valenciano Aspar Team.
La curva cuatro del Circuito Ricardo Tormo de Valencia tiene su nombre, es el cuarto piloto valenciano campeón del Campeonato del Mundo de Motociclismo tras Ricardo Tormo, Jorge Martínez Aspar y Champi Herreros, y seguido de Jaume Masiá y Héctor Garzó.

## Biografía

### Inicios
En 1999 tuvo la oportunidad de competir por primera vez. Fue en la fórmula Airtel de minimotos.
Pero fue 2000 el año definitivo de la conexión de Nico con la competición. Ese año compitió con el "Team Xavi Racing" en el campeonato territorial de la Comunidad Valenciana, quedando subcampeón.
En 2001 disputó la Copa Bancaja 70cc, a nivel nacional, quedando cuarto clasificado. También debutó en el Campeonato de España, en la cilindrada de 50cc.
Para 2002 disputó la Copa Aprilia Bancaja 125cc, también a nivel nacional en la que quedó subcampeón, en un disputado final de temporada. En la última carrera, Nico rompió el motor y perdió las opciones de quedar campeón.
2003 fue el primer año en que disputó el Campeonato de España (CEV) de 125cc, con el apoyo del Circuito Ricardo Tormo y Sergio Gadea. Quedó 16.º en la clasificación, y 5.º en la fórmula Bancaja que también disputó ese año.
Al año siguiente, en 2004, formó parte del equipo de Jorge Martínez "Aspar", para disputar el CEV, quedando cuarto clasificado, y 2.º en la fórmula Bancaja. Ese mismo año, en el GP de la Comunidad Valenciana pudo disputar su primera carrera en el Mundial, al realizar la sustitución de Mike di Meglio por lesión de este. Quedó clasificado en la posición 23.

### 125cc
2005 fue el año en que dio el salto al Mundial de 125cc, con el equipo Derbi-Caja Madrid finalizando en 36.º posición. Temporada realmente difícil ya que sufrió una lesión entrenando físicamente en la cual le fue extirpado el bazo, mermando su progresión en el final del campeonato.
En 2006 formó parte del equipo Derbi Racing, teniendo un mejor rendimiento. Consiguió 56 puntos y finalizó en 14.º posición.

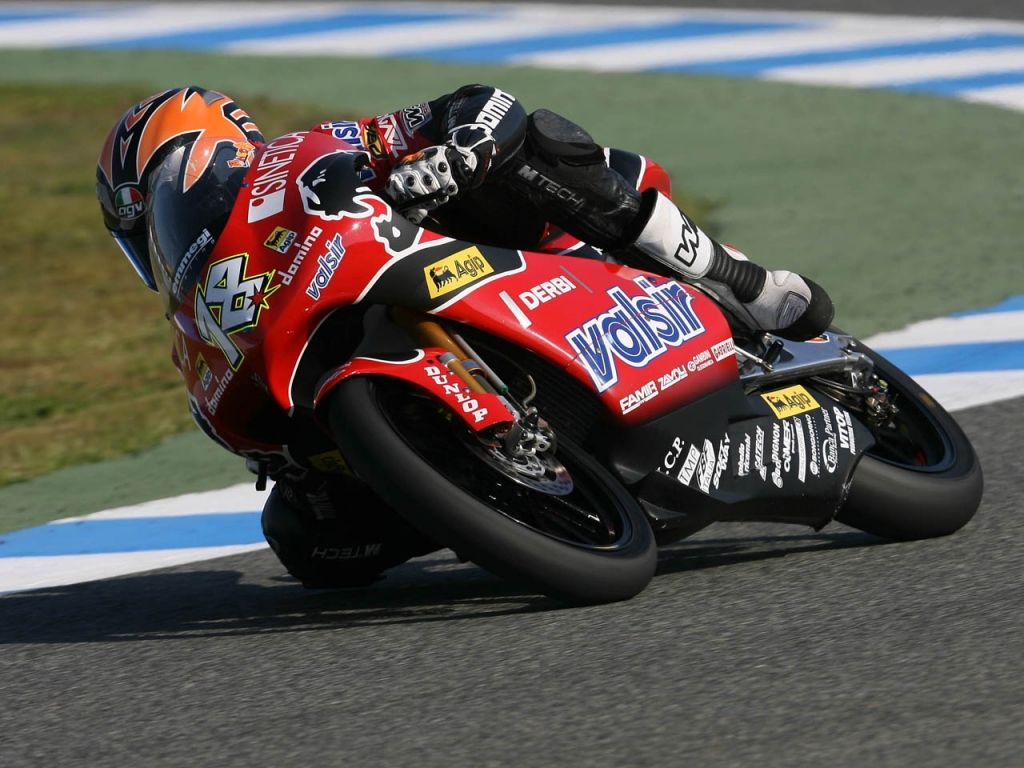
Nico Terol en el Circuito de Jerez en 2007

En la temporada 2007 forma parte del equipo Valsir-Seedorf Racing como compañero del checo Lukas Pesek manteniendo como montura una Derbi pero no consigue los resultados tan buenos de la temporada anterior y finaliza en 22.º posición.
Para 2008 decide cambiar de marca y pilota una Aprilia RS125 en el Team Jack & Jones-WRB teniendo como compañero al italiano Simone Corsi. En esa temporada consigue su primer podio del mundial en el GP de España en el Circuito de Jerez al terminar en segunda posición. Consigue su primera victoria en el GP de Indianápolis.
La 2009 siguió con la estructura Jack&Jones, esta vez con una Aprilia RSA125. La temporada empezó con verdaderos problemas de presupuesto que ralentizaron el inicio de pretemporada, circunstancias que mermaron los resultados en las primeras carreras. Nico y su equipo consiguieron dar la vuelta a la temporada, acabando en tercera posición del campeonato, con una victoria en el GP de Brno y tres segundos puestos.
A falta de cuatro carreras espera seguir en esta línea ascendente.

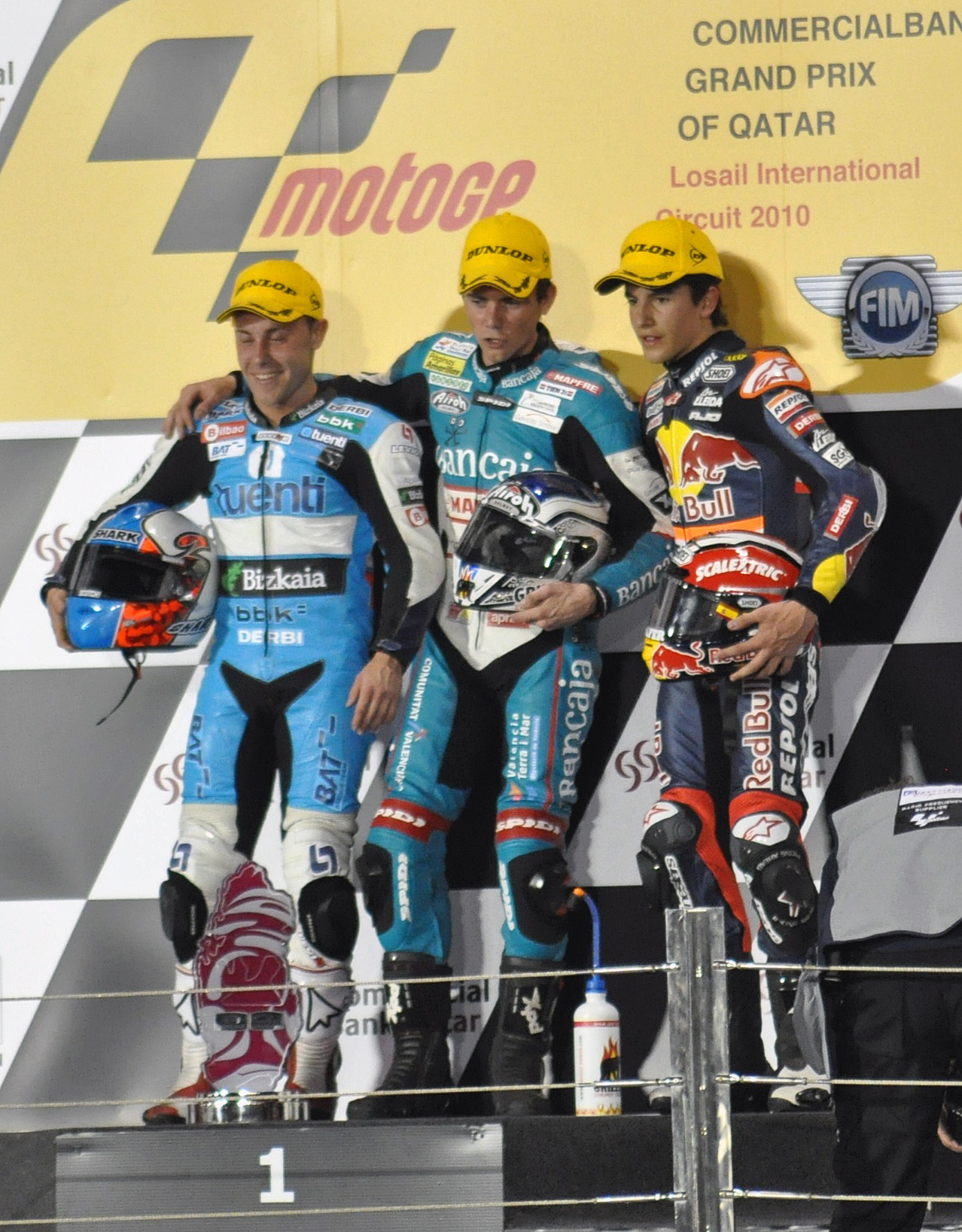
Terol en lo más alto del podio en el GP de Catar 2010, Efrén Vázquez, 2.º, y Márquez, 3.º

En la temporada 2011, se encuentra en el equipo Bankia Aspar Team de Jorge Martínez Aspar. Se situó líder desde el GP de Catar hasta llegar a Francia donde permitió a Maverick Viñales ganar su primer Gran Premio lanzándole al estrellato. Jornada tras jornada el piloto se hacía imbatible hasta que le apareció como contrincante el piloto francés Johann Zarco que a pesar de quedar siempre en segunda posición le fue recortando puntos. Después del parón veraniego, en el Gran Premio de San Marino cuando Zarco iba primero en la carrera, este se giró hacia atrás para ver la posición de Terol y observó como este lo superaba e intentó agarrarle a rueda perdiendo la primera posición acabando de nuevo segundo. 
Durante las siguientes carreras, el piloto español siguió sumando puntos hasta que en Valencia, en su propia casa ganó el último título mundial de 125 cc.
A la siguiente temporada, en 2012, dio el salto a la categoría de Moto2.

### Moto2
En su participación en Moto2, siguió a las órdenes de Aspar en el Mapfre-Aspar Team. En su primer año no consiguió resultados destacados, salvando la última carrera del año, donde alcanzó la última posición del podio en el GP de la Comunidad Valenciana, por detrás de Marc Márquez y Julián Simón. Finalizó el Campeonato en 17.º posición con 37 puntos.
En la 2013, consiguió mejorar los resultados de su primer año en la categoría, hasta el punto de conseguir la victoria en tres ocasiones, en los Grandes Premios de las Américas, Aragón y en su tierra, Valencia. Sumó otro podio más en el GP de Italia en el Circuito de Mugello, lo que le valió para acabar séptimo en la clasificación final.
Al siguiente año, en 2014, los resultados volvieron a ser nefastos para Terol, sumando sólo dos puntos en el GP de Argentina, sin poder acabar entre los quince primeros en el resto de carreras. Al final de la temporada anunció su paso al Campeonato Mundial de Superbikes.

### Superbikes y Supersport
Tras los malos resultados obtenidos en su última temporada en Moto2, a Terol le llegó una oportunidad en el Mundial de Superbikes en 2015, enrolado en el equipo Althea Racing a lomos de una Ducati Panigale R. A mitad de temporada dejó el Mundial de mutuo acuerdo con su equipo tras no encontrarse en las mejores condiciones anímicas.
Antes de finalizar la temporada 2015, participó en las tres últimas carreras del Campeonato Mundial de Supersport para el equipo MV Agusta Corse, consiguiendo un total de 23 puntos.
Al siguiente año, en 2016, empezó el Mundial en el equipo Schmidt Racing. Consiguió un podio en MotorLand Aragón antes de abandonar por decisión propia sin que hubiera finalizado la temporada, ya que consideraba que tanto la MV Agusta como la Kawasaki ZX-6R no eran lo suficientemente competitivas.

### Retirada
En febrero de 2017, anunció su adiós definitivo a la competición, pasando a colaborar como asesor de pilotos del equipo Aspar Team en la categoría de Moto3.
Sin embargo en 2019 regresó para competir con dicho equipo en la Copa del Mundo de Moto E, finalizando 12.º en el campeonato.
En 2020 pasó a competir en el Mundial de Resistencia, especialidad en la que continúa en 2021

## Resultados

### Campeonato del Mundo de Motociclismo
Sistema de puntuación de 1993 hasta 2022:
| Posición | 1.º | 2.º | 3.º | 4.º | 5.º | 6.º | 7.º | 8.º | 9.º | 10.º | 11.º | 12.º | 13.º | 14.º | 15.º |
| Puntos   | 25  | 20  | 16  | 13  | 11  | 10  | 9   | 8   | 7   | 6    | 5    | 4    | 3    | 2    | 1    |

#### Por temporada
| Temporada | Cat.  | Equipo                   | Moto           | Carreras | Victorias | Podiums | Poles | Puntos | Posición |
| --------- | ----- | ------------------------ | -------------- | -------- | --------- | ------- | ----- | ------ | -------- |
| 2004      | 125cc | Globet.com Racing        | Aprilia RS125  | 1        | 0         | 0       | 0     | 0      | NC       |
| 2005      | 125cc | Caja Madrid-Derbi Racing | Derbi RSA125   | 13       | 0         | 0       | 0     | 1      | 36.º     |
| 2006      | 125cc | Derbi Racing             | Derbi RSA125   | 16       | 0         | 0       | 0     | 53     | 14.º     |
| 2007      | 125cc | Valsir-Seedorf Racing    | Derbi RSA125   | 17       | 0         | 0       | 0     | 19     | 22.º     |
| 2008      | 125cc | Jack&Jones-WRB Team      | Aprilia RS125  | 17       | 1         | 5       | 0     | 176    | 5.º      |
| 2009      | 125cc | Jack&Jones Team          | Aprilia RSA125 | 16       | 1         | 4       | 0     | 179,5  | 3.º      |
| 2010      | 125cc | Bancaja-Aspar Team       | Aprilia RSA125 | 17       | 3         | 14      | 1     | 296    | 2.º      |
| 2011      | 125cc | Bankia-Aspar Team        | Aprilia RSA125 | 16       | 8         | 11      | 7     | 302    | 1.º      |
| 2012      | Moto2 | Mapfre-Aspar Team        | Suter MMX2     | 17       | 0         | 1       | 0     | 37     | 17.º     |
| 2013      | Moto2 | Mapfre-Aspar Team        | Suter MMX2     | 17       | 3         | 4       | 1     | 150    | 7.º      |
| 2014      | Moto2 | Mapfre-Aspar Team        | Suter MMX2     | 16       | 0         | 0       | 0     | 2      | 28.º     |
| Total     | Total | Total                    | Total          | 162      | 16        | 39      | 9     | 1215.5 |          |

#### Carreras por año
(Carreras en negrita indica pole position, carreras en cursiva indica vuelta rápida)
| Año  | Cat.  | Moto    | 1       | 2       | 3      | 4       | 5       | 6       | 7       | 8       | 9       | 10      | 11      | 12      | 13      | 14      | 15      | 16     | 17     | 18     | Pts.  | Pos. |
| ---- | ----- | ------- | ------- | ------- | ------ | ------- | ------- | ------- | ------- | ------- | ------- | ------- | ------- | ------- | ------- | ------- | ------- | ------ | ------ | ------ | ----- | ---- |
| 2004 | 125cc | Aprilia | RSA     | SPA     | FRA    | ITA     | CAT     | NED     | BRA     | GER     | GBR     | CZE     | POR     | JPN     | QAT     | MAL     | AUS     | VAL 22 |        |        | 0     | NC   |
| 2005 | 125cc | Derbi   | SPA 15  | POR 23  | CHN 26 | FRA 22  | ITA 21  | CAT Ret | NED 16  | GBR 21  | GER Ret | CZE 19  | JPN Les | MAL Les | QAT Les | AUS Ret | TUR 16  | VAL 16 |        |        | 1     | 36.º |
| 2006 | 125cc | Derbi   | SPA 19  | QAT 16  | TUR 27 | CHN 19  | FRA Ret | ITA 18  | CAT 11  | NED 15  | GBR 9   | GER 7   | CZE 7   | MAL 10  | AUS 11  | JPN 10  | POR Ret | VAL 11 |        |        | 53    | 14.º |
| 2007 | 125cc | Derbi   | QAT 16  | SPA 14  | TUR 16 | CHN Ret | FRA 19  | ITA 12  | CAT 23  | GBR 24  | NED 17  | GER 22  | CZE 22  | RSM 18  | POR Ret | JPN 17  | AUS 13  | MAL 11 | VAL 11 |        | 19    | 22.º |
| 2008 | 125cc | Aprilia | QAT 10  | SPA 2   | POR 3  | CHN 8   | FRA 3   | ITA 7   | CAT Ret | GBR 18  | NED 9   | GER 7   | CZE 5   | RSM 5   | IND 1   | JPN 5   | AUS Ret | MAL 9  | VAL 2  |        | 176   | 5.º  |
| 2009 | 125cc | Aprilia | QAT 7   | JPN 17  | SPA 10 | FRA 9   | ITA 2   | CAT 2   | NED 5   | GER 4   | GBR 4   | CZE 1   | IND 4   | RSM 2   | POR Ret | AUS 6   | MAL 5   | VAL 10 |        |        | 179,5 | 3.º  |
| 2010 | 125cc | Aprilia | QAT 1   | SPA 2   | FRA 2  | ITA 2   | GBR 4   | NED 2   | CAT Ret | GER Les | CZE 1   | IND 1   | RSM 2   | ARA 2   | JPN 2   | MAL 3   | AUS 3   | POR 2  | VAL 3  |        | 296   | 2.º  |
| 2011 | 125cc | Aprilia | QAT 1   | SPA 1   | POR 1  | FRA 2   | CAT 1   | GBR 8   | NED DNS | ITA 1   | GER 4   | CZE Ret | IND 1   | RSM 1   | ARA 1   | JPN 2   | AUS 6   | MAL 5  | VAL 2  |        | 302   | 1.º  |
| 2012 | Moto2 | Suter   | QAT 23  | SPA 27  | POR 16 | FRA 13  | CAT 15  | GBR 20  | NED 17  | GER 14  | ITA 13  | IND 13  | CZE 12  | RSM 15  | ARA 12  | JPN 18  | MAL Ret | AUS 17 | VAL 3  |        | 37    | 17.º |
| 2013 | Moto2 | Suter   | QAT 14  | AME 1   | SPA 5  | FRA Ret | ITA 2   | CAT 16  | NED 17  | GER Ret | IND 12  | CZE 6   | GBR 11  | RSM 10  | ARA 1   | MAL 18  | AUS 9   | JPN 6  | VAL 1  |        | 150   | 7.º  |
| 2014 | Moto2 | Suter   | QAT Ret | AME Ret | ARG 14 | SPA DNS | FRA 21  | ITA 24  | CAT 20  | NED 22  | GER 19  | IND 21  | CZE 25  | GBR     | RSM Ret | ARA 29  | JPN 22  | AUS 18 | MAL 24 | VAL 18 | 2     | 28.º |

### Campeonato Mundial de Superbikes

#### Carreras por año
(Carreras en negrita indica pole position, carreras en cursiva indica vuelta rápida)
| Año  | Marca  | 1     | 1     | 2      | 2      | 3     | 3      | 4     | 4       | 5   | 5   | 6      | 6       | 7      | 7      | 8   | 8   | 9   | 9   | 10  | 10  | 11  | 11  | 12  | 12  | 13  | 13  | Pts. | Pos. |
| Año  | Marca  | R1    | R2    | R1     | R2     | R1    | R2     | R1    | R2      | R1  | R2  | R1     | R2      | R1     | R2     | R1  | R2  | R1  | R2  | R1  | R2  | R1  | R2  | R1  | R2  | R1  | R2  | Pts. | Pos. |
| ---- | ------ | ----- | ----- | ------ | ------ | ----- | ------ | ----- | ------- | --- | --- | ------ | ------- | ------ | ------ | --- | --- | --- | --- | --- | --- | --- | --- | --- | --- | --- | --- | ---- | ---- |
| 2015 | Ducati | AUS 8 | AUS 6 | THA 12 | THA 12 | ARA 7 | ARA 10 | NED 9 | NED Ret | ITA | ITA | GBR 12 | GBR Ret | POR 15 | POR 15 | RSM | RSM | USA | USA | MAL | MAL | SPA | SPA | FRA | FRA | QAT | QAT | 54   | 17.º |

### Campeonato Mundial de Supersport

#### Carreras por año
| Año  | Equipo          | Moto      | 1      | 2       | 3     | 4      | 5     | 6       | 7       | 8      | 9   | 10    | 11     | 12    | Pts. | Pos. |
| ---- | --------------- | --------- | ------ | ------- | ----- | ------ | ----- | ------- | ------- | ------ | --- | ----- | ------ | ----- | ---- | ---- |
| 2015 | MV Agusta Corse | MV Agusta | AUS    | THA     | ARA   | NED    | ITA   | GBR     | POR     | RSM    | MAL | SPA 5 | FRA 14 | QAT 6 | 23   | 18.º |
| 2016 | Schmidt Racing  | MV Agusta | AUS 11 | THA Ret | ARA 3 | NED 13 | ITA 9 | MAL Ret | GBR Ret | RSM 18 | GER | FRA   | SPA    | QAT   | 31   | 18.º |

## Premios, reconocimientos y distinciones
- Mejor Deportista Masculino de 2008, 2009 y 2011 (finalista en 2010) en los Premios Deportivos Provinciales de la Diputación de Alicante[1]